# Joe's Domage
Joe's Domage studijski je album američkog glazbenika Franka Zappe, koji postumno izlazi u listopadu 2004.g. To je drugi u seriji albuma što ih izdaje arhivist Joe Travers, prvi mu je bio Joe's Corsage (2004.) Materijal je sastavljen od studijskih i uživo verzija sniman na male kazete po raznim Zappinim probama. Te snimke na kazetama nisu nikada bile namijenjene da izađu kao dio nekoga albuma, iako nikada nisu bile arhivirane kada je proba bila gotova. Kada su snimke izašle, album Joe's Domage, doživio je velike kritike Zapinih fanova, koji su se bunili radi loših snimki. S druge strane u obranu izlaska albuma idu činjenice da je materijal jedinstven i da se bar na tren može dočarati Zappina nevjerojatna metoda rada u studiju.

## Popis pjesama
Sve pjesme napisao je Frank Zappa.
1. "When It's Perfect..." – 3:18
2. "The New Brown Clouds" – 2:44
3. "Frog Song" – 17:23
4. "It Just Might Be a One Shot Deal" – 1:57
5. "The Ending Line..." – 3:12
6. "Blessed Relief/The New Brown Clouds" – 5:03
7. "It Ain't Real So What's the Deal" – 13:14
8. "Think It Over (some)/Think It Over (some more)" – 5:20
9. "Another Whole Melodic Section" – 1:53
10. "When It Feels Natural..." – 1:27

## Izvođači
- Frank Zappa – gitara, vokal
- Tony Duran – gitara, vokal
- Ian Underwood – orgulje
- Sal Marquez – truba
- Malcolm McNab – truba
- Ken Shroyer – trombon
- Tony Ortega – bariton saksofon
- Alex Dmochowski – bas-gitara, vokal
- Aynsley Dunbar – bubnjevi

## Vanjske poveznice
- Informacije na Lyricsu
- Joe's Domage na zappa.com  Arhivirana inačica izvorne stranice od 11. siječnja 2007. (Wayback Machine)